# Paul Guldin
Paul Guldin (nascido Habakkuk Guldin; 12 de junho de 1577 (Mels) – 3 de novembro de 1643 (Graz)) foi um suíço jesuíta matemático e astrônomo. Ele descobriu o teorema de Guldinus para determinar a superfície e o volume de um sólido de revolução. (Este teorema também é conhecido como teorema de Pappus-Guldinus e teorema do centroide de Pappus, atribuído a Pappus de Alexandria.) Guldin era conhecido por sua associação com o matemático e astrônomo alemão Johannes Kepler. Guldin compôs uma crítica do método dos indivisíveis de Cavalieri.
Embora de origem judaica, seus pais eram protestantes e criaram Guldin nessa fé. Ele foi professor de matemática em Graz e Viena.
Na obra astronômica Terra machinis mota (1658) de Paolo Casati, Casati imagina um diálogo entre Guldin, Galileu e Marin Mersenne sobre vários problemas intelectuais de cosmologia, geografia, astronomia e geodésia.

## Controvérsia sobre plágio
Existe um debate na história matemática sobre se Paul Guldin deve ser considerado um plagiário por seu famoso teorema sobre volumes de revolução. Este teorema, publicado em sua obra Centrobaryca de 1641, afirma que o volume gerado por uma figura plana rotacionada em torno de uma linha reta é igual ao produto da área da figura e o comprimento da circunferência descrita por seu centro de gravidade.
A controvérsia centra-se no fato de que um teorema similar aparece nas obras do matemático grego Pappus de Alexandria (c. final do século III d.C.), que foram publicadas em 1588, 1589 e 1602—aproximadamente uma geração antes da publicação de Guldin. Na obra de Pappus, conforme traduzida por Heath, ele afirma: "Figuras geradas por uma revolução completa de uma figura plana em torno de um eixo estão em uma razão composta (1) da razão das áreas das figuras, e (2) da razão das linhas retas similarmente traçadas aos eixos de rotação a partir dos respectivos centros de gravidade". Em um artigo de 1926 na revista Science, George Abram Miller e David Eugene Smith apresentaram pontos de vista opostos sobre esta questão. Miller argumentou que Guldin pode não ter conhecido o teorema de Pappus, citando a opinião do matemático Johannes Tropfke de que Guldin desconhecia a formulação um tanto vaga de Pappus. Miller observou que outros contemporâneos de Guldin, incluindo Johannes Kepler, pareciam conhecer o princípio mas similarmente falharam em creditar Pappus. Miller sugeriu que isso poderia refletir a prática comum do período de ilustrar princípios matemáticos através de exemplos em vez de formulações explícitas.
Smith contra-argumentou que era "bastante inconcebível" que um matemático da estatura de Guldin desconhecesse uma declaração tão importante na obra amplamente conhecida de Pappus, que constituía "a obra geométrica mais importante do período grego tardio". Smith sustentou que a formulação latina de Guldin (quantitas rotunda in viam rotationis ducta producit Potestatem Rotundam uno grado altiorem Potestate sive Quantitate Rotata) não demonstrava maior clareza que a versão anterior de Pappus.

## Relacionamento com Kepler
Paul Guldin manteve uma correspondência significativa com o renomado astrônomo Johannes Kepler entre 1618 e 1628. Este relacionamento, embora entre homens de origens religiosas opostas—Guldin um jesuíta e Kepler um protestante—provou ser benéfico para ambos os estudiosos, particularmente para Kepler durante períodos desafiadores em sua carreira.
Sua correspondência abrangia uma gama de tópicos, incluindo as dificuldades financeiras de Kepler, problemas com a publicação de suas obras, questões astronômicas e temas religiosos. Guldin forneceu assistência valiosa a Kepler, incluindo ajuda para conseguir um telescópio através de seu colega Niccolò Zucchi, oferecendo conselhos sobre problemas científicos e encaminhando a petição de Kepler à corte imperial em Viena. Guldin parece ter sido uma figura influente na corte imperial, tornando seu apoio particularmente valioso.
Estudiosos sugeriram que a disputa científica dos jesuítas com Galilei pode ter constituído uma razão adicional para seu interesse e simpatia por Kepler. Evidências indicam que Guldin esperava encontrar argumentos no tratado Hyperaspistes de Kepler para apoiar a posição dos jesuítas em seu debate com Galilei sobre cometas.
A correspondência parece ter cessado em 1628, possivelmente devido a diferenças teológicas que se tornaram cada vez mais aparentes em suas cartas posteriores. Depois que Kepler expressou desconforto com a expectativa de Guldin sobre sua possível conversão ao catolicismo, Guldin não respondeu pessoalmente, mas em vez disso encarregou outro jesuíta desconhecido de responder. Alternativamente, a cessação poderia ser atribuída às circunstâncias alteradas de Kepler quando ele entrou no serviço de Albrecht von Wallenstein e se mudou para Sagan, eliminando sua necessidade da assistência de Guldin com publicações ou assuntos da corte. Da correspondência, onze cartas de Kepler para Guldin são preservadas, enquanto apenas uma carta para Kepler (escrita por outro jesuíta em nome de Guldin) sobrevive.